# Lauren Mitchellová
Lauren Mitchellová (* 23. července 1991 Perth) je australská sportovní gymnastka, mistryně světa v prostných z Rotterdamského šampionátu 2010 a vicemistryně světa na kladině a prostných z Londýnského šampionátu 2009. Představuje druhou gymnastku australské historie, která vybojovala medaili na mistrovství světa a první, jež si z této vrcholné akce odvezla zlatý kov.

## Sportovní kariéra

### 2007
Roku 2007 debutovala v ženské kategorii a stala se australskou mistryní na kladině. Na Mistrovství světa byla členkou australského týmu, který ve víceboji nesplnil očekávání a skončil na 11. místě. Na svém nejsilnějším nářadí – kladině, se probojovala do finále, v němž se umístila na 5. příčce. Vyrovnala tak nejlepší australský výkon ze světových šampionátů, když shodného výsledku před ní dosáhla pouze Monette Russová. Mitchellová po skončení uvedla, že byla před finále nervózní, ale využila naučené předstírání klidného vzezření.
Po vydařeném debutu se představila v několika mezinárodních soutěžích. Z německého DTB Cupu si odvezla stříbro na kladině a bronz z prostných. Na přípravném olympijském závodu Good Luck v Pekingu obsadila druhou pozici na kladině.

### 2008
Roku 2008 reprezentovala Austrálii v týmové soutěži víceboje na Letních olympijských hrách v Pekingu, kde Australanky dosáhly na šestou příčku.

### 2009
V červenci 2009 vyhrála národní šampionát ve víceboji jednotlivkyň, probíhající v rodném Perthu, když její celková známka činila 112,325 bodu. Další tituly přidala také na bradlech, kladině, a v prostných. V říjnu odcestovala na londýnské Mistrovství světa, kde obsadila čtvrtou pozici ve víceboji jednotlivkyň. Umístění představovalo částečně zklamání, protože na bronzovou příčku Japonky Koko Curumiové ztratila pouze 0,025 bodu. O medaili ji tak připravilo snížení 0,1 bodu na prostných při vykročení z vymezeného území. Přesto si z britské metropole odvezla dva stříbrné kovy poté, co docvičila jako vicemistryně světa na kladině a prostných.

### 2010
Na Hrách Commonwealthu 2010 v Dillí vyhrála s australským družstvem zlato ve víceboji. Vrcholnou formu předvedla i v individuálních startech, když další tři zlaté medaile přidala na bradlech, kladině a ve víceboji jednotlivkyň. Sbírku doplnila o stříbrný kov z prostných. Čtyřmi zlaty tak vyrovnala rekord Her Commonwealthu mezi gymnastkami, když stejný výkon před ní zaznamenala jen Kanaďanka Lori Strongová na aucklandských Hrách 1990. K nim přidala dvě stříbra, o jedno více než Mitchellová. Výkon Australanky zvyšoval fakt, že před dillijskými hrami procházela téměř jeden rok zraněními ruky, hlezna a třísla.

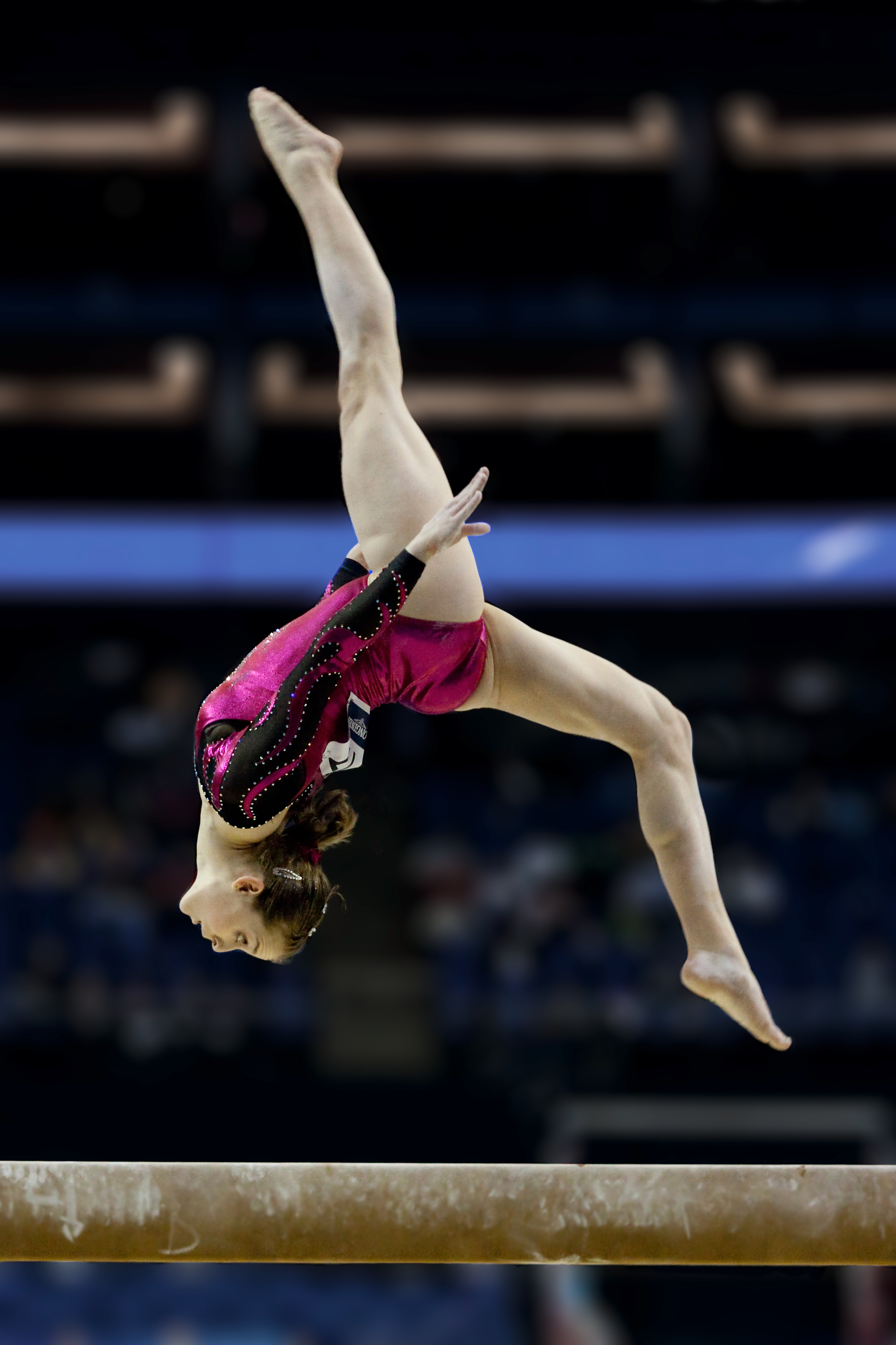
Salto vzad při sestavě na kladině během MS 2009, která znamenala zisk stříbrné medaile.

Poté se zúčastnila Mistrovství světa v Rotterdamu, kde skončila šestá ve víceboji jednotlivkyň a stejné umístění dosáhla i s australským družstvem ve víceboji týmů. Následoval největší úspěch dosavadní kariéry, když vybojovala zlatou medaili v prostných. Stala se tak historicky první australskou gymnastkou, která dobyla titul světové šampiónky. Jediné australské zlato před ní získal kolega Philippe Rizzo, jenž roku 2006 zvítězil na hrazdě v dánském Aarhusu. Šampionát uzavřela čtvrtou příčkou z kladiny.
Světový titul okomentovala slovy: „Znovu jsem se musela podívat na výsledkovou tabuli … Myslím, že jsem se téměř rozplakala. Nemyslela jsem si, že je to tak dobrý výkon jako obvykle, ale zřejmě byl…,“ a dodala: „Chci potvrdit, že na prostných patřím do první trojky ... a rozhodčím chci dokázat, že Austrálie drží krok se světem.“
V listopadu se uskutečnil stuttgartský Světový pohár DTB Pokal, kde triumfovala ve třech disciplínách – prostných (14,275 bodu), na kladině (15,325 bodu) a hrazdě (14,150 bodu). Stala se tak prvním australským gymnastou, jenž vybojoval tři zlaté kovy z jediného podniku světového poháru.
Další dvě zlata přidala na konci listopadu během světového poháru Grand Prix v Glasgowě, a to na kladině (14,675 bodu) a v prostných (14,800 bodu). Provedení sestavy na hrazdě znamenalo bronzový kov (13,725 bodu).

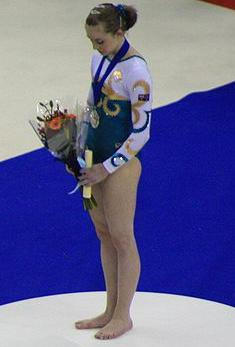
Se stříbrnou medailí z kladiny na MS 2009 v Londýně

Po skončení sdělila dojmy: „Bylo to úžasných několik měsíců, ne jen pro mě ale pro celý australský tým. Účast na Hrách Commonwealthu se stala velkou příležitostí startovat na velké události, což znamenalo zkušenost před světovým šampionátem. Ten byl velkým cílem celého družstva.“

### 2011
Ve floridském Jacksonvillu se 5. března zúčastnila soutěže AT&T American Cup, kde obsadila šesté místo ve víceboji.
V rozhovoru s Alexou Ainsworthovou z Universal Sports se vyjádřila na dresu blížících se olympijských her v Londýně. Hlavní trenérka Peggy Liddicková „nepodporuje příliš mnoho změn v olympijském sezóně, proto se většina inovací uskuteční tento rok a jestliže se nestanou stabilní součástí, pak je nepoužijeme“.
Na červencovém Japan Cupu, odehrávajícím se v Tokiu, skončila ve víceboji čtvrtá s kombinovaným výsledkem 53,750 bodu, když do sestavy prostných zakomponovala nové prvky. Stejné umístění zaznamenal i australský výběr ve víceboji družstev.
Na konci července triumfovala na mistrovství Austrálie ve víceboji, přeskoku, na kladině a prostných.
V rámci kvalifikačních závodu australských gymnastů mezi 17.–18. zářím konaných v canberrském Australském sportovním institutu byla zařazena do národního týmu pro tokijské mistrovství světa, probíhajícím od 8. do 16. října. Výjimečného výkonu dosáhla na přeskoku, když její známka činila 15,300 bodu. Další zlato přidala v prostných.

### 2012

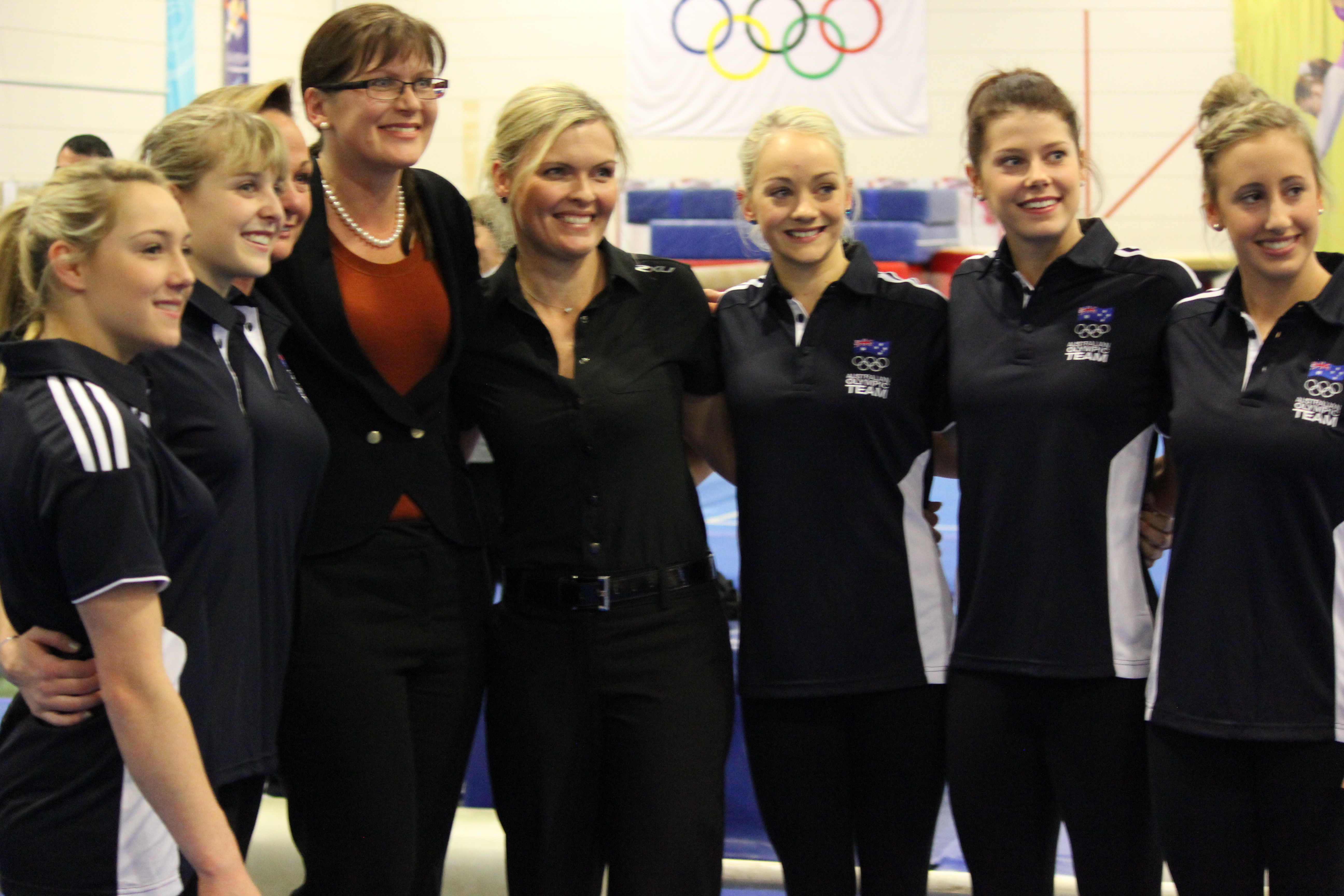
Mitchellová (druhá zleva) s australským týmem gymnastek krátce před zahájením LOH 2012; červen, Australský sportovní institut, Canberra

Jako členka australské skupiny dospělých trénovala pod vedením Peggy Liddickové.
Na australském šampionátu v Sydney nestartovala ve víceboji. Shodný bodový zisk 9,000 bodu na kladině i v prostných jí v národním mistrovství zajistil zlaté medaile z obou disciplín. Událost představovala součást olympijské kvalifikace australských gymnastů.
Následoval Pacific Rim Championships, kde dosáhla šestého místa ve víceboji jednotlivkyň. V průběhu roku se potýkala s problémy ramena.
V polovině června se stala součástí 12členné olympijské skupiny ve sportovní gymnastice, jejíž příprava finišovala v Australském sportovním institutu.
Dne 21. června byla s ostatními oficiálně zařazena do australské olympijské výpravy mířící na Hry XXX. letní olympiády do Londýna. Olympijská příprava také zahrnovala zvládání reakcí na blesky fotoaparátů během soutěží, které oslňujícími záblesky ruší gymnasty a vyvádějí z koncentrace.
Při cestě na olympiádu nepociťovala žádný nadměrný tlak na svou osobu vzhledem k nemalým očekáváním. Jejím cílem bylo postoupit do finále jednotlivých nářadí. Ve víceboji, na přeskoku a kladině však neprošla sítem kvalifikace. Pátou pozici pak obsadila v sestavě prostných.